# 8479 Held
8479 Held è un asteroide della fascia principale. Scoperto nel 1987, presenta un'orbita caratterizzata da un semiasse maggiore pari a 2,4294405 au e da un'eccentricità di 0,2277725, inclinata di 1,32852° rispetto all'eclittica.